# Marcel Vertès
Marcel Vertès (Budapeste, 10 de agosto de 1895 — 31 de outubro de 1961) é um figurinista franco-húngaro. Venceu o Oscar de melhor figurino na edição de 1953 por Moulin Rouge.